# کارولینا لاپائوسا
کارولینا لاپائوسا (اسپانیایی: Carolina Lapausa‎؛ زادهٔ ۱۹۸۰) بازیگر اهل اسپانیا است.
از فیلم‌ها یا مجموعه‌های تلویزیونی که وی در آن‌ها نقش داشته است، می‌توان به لنگرانداخته، گراند هتل، ۱۴ آوریل، جمهوری، بانو، مدرسه شبانه‌روزی و زنان اشاره نمود.